# Люботин (Камінь-Каширський район)
Люботи́н — село в Україні, у Любешівській селищній громаді Камінь-Каширського району Волинської області. Місцева назва — Люботань.
Орган місцевого самоврядування — Любешівська селищна громада. Населення становить 127 осіб.
До 1920 року - у складі Кобринського повіту Гродненської губернії.

## Населення
Згідно з переписом УРСР 1989 року чисельність наявного населення села становила 115 осіб, з яких 55 чоловіків та 60 жінок.
За переписом населення України 2001 року в селі мешкало 127 осіб.

### Мова
Розподіл населення за рідною мовою за даними перепису 2001 року:
| Мова       | Відсоток |
| ---------- | -------- |
| українська | 96,06 %  |
| російська  | 2,36 %   |
| білоруська | 1,57 %   |

## Відомі люди
Народилися у селі:
- Гречко Ірина Олексіївна — заслужена артистка України (2015)[4], артистка-вокалістка академічного ансамблю народної музики «Візерунок» Тернопільської обласної філармонії.